# Matilda Källström
Kajsa Matilda Källström, född 29 oktober 1995 i Höör, är en svensk skådespelare.
Källström har bland annat medverkat i TV-serierna Threesome (2021–2022) och Likea från 2022. Hon har även medverkat i filmen Ur spår från 2022.

## Filmografi (i urval)
- 2021–2022 – Threesome (TV-serie)
- 2022 – Ur spår
- 2022 – Kärlek & anarki (TV-serie)
- 2022 – Likea (TV-serie)
- 2025 – Kärlek fårever